# LMFA11 2022
La LMFA11 2022 è la 5ª edizione del campionato di football americano, organizzato dalla FMFA.
Ilò torneo è valido per la LNFA Serie B 2022.

## Squadre partecipanti
| Club                  | Città      | Stadio | Sponsor ufficiale | Risultato nella stagione 2021 |
| --------------------- | ---------- | ------ | ----------------- | ----------------------------- |
| Alcobendas Cavaliers  | Alcobendas |        |                   |                               |
| Camioneros de Coslada | Coslada    |        |                   |                               |
| Fuenlabrada Toros     | Madrid     |        |                   |                               |
| Pinto Goldbats        | Pinto      |        |                   |                               |

## Stagione regolare

### Calendario

#### 1ª giornata
| Alcobendas 16 gennaio 2022, ore 12:00 | Alcobendas Cavaliers | 40 – 13 | Fuenlabrada Toros |  |

#### 2ª giornata
| Alcobendas 6 febbraio 2022, ore 12:00 | Alcobendas Cavaliers | 47 – 6 referto | Pinto Goldbats | Estadio José Caballero |

#### 3ª giornata
| Coslada 26 febbraio 2022, ore 16:00 | Camioneros de Coslada | 6 – 13 referto | Alcobendas Cavaliers |  |

| Pinto 26 febbraio 2022, ore 17:30 | Pinto Goldbats | 0 – 25 referto | Fuenlabrada Toros |  |

#### 4ª giornata
| Coslada 19 marzo 2022, ore 16:00 | Camioneros de Coslada | 42 – 6 referto | Pinto Goldbats | Polideportivo Valleaguado |

| Fuenlabrada 20 marzo 2022, ore 18:00 | Fuenlabrada Toros | 0 – 49 referto | Alcobendas Cavaliers | Polideportivo Fermín Cacho |

#### Recuperi 1
| Fuenlabrada 26 marzo 2022, ore 18:00 | Fuenlabrada Toros | 0 – 26 referto | Camioneros de Coslada | Polideportivo Fermín Cacho |

#### Recuperi 2
| Pinto 3 aprile 2022, ore 15:45 | Pinto Goldbats | 6 – 24 referto | Camioneros de Coslada | Estadio Municipal Rafael Mendoza |

#### 5ª giornata
| Coslada 9 aprile 2022, ore 17:00 | Camioneros de Coslada | 35 – 0 referto | Fuenlabrada Toros |  |

#### 6ª giornata
| Fuenlabrada 23 aprile 2022, ore 17:00 | Fuenlabrada Toros | 6 – 15 | Pinto Goldbats |  |

| Alcobendas 24 aprile 2022, ore 12:00 | Alcobendas Cavaliers | 17 – 7 | Camioneros de Coslada |  |

#### 7ª giornata
| Pinto 30 maggio 2022 | Pinto Goldbats | - – - | Alcobendas Cavaliers | Estadio Municipal Rafael Mendoza |

### Classifica
La classifica della regular season è la seguente:
- PCT = percentuale di vittorie, G = partite giocate, V = partite vinte,  P = partite perse, PF = punti fatti, PS = punti subiti

| Pos. | Squadra               | PCT   | G | V | N | P | PF  | PS  |
| ---- | --------------------- | ----- | - | - | - | - | --- | --- |
| 1    | Alcobendas Cavaliers  | 1.000 | 5 | 5 | 0 | 0 | 166 | 32  |
| 2    | Camioneros de Coslada | .667  | 6 | 4 | 0 | 2 | 140 | 42  |
| 3    | Pinto Goldbats        | .200  | 5 | 1 | 0 | 4 | 33  | 148 |
| 4    | Fuenlabrada Toros     | .167  | 6 | 1 | 0 | 5 | 44  | 165 |

## Verdetti
- Alcobendas Cavaliers Campioni della LMFA